# Pteris spinulifera
Pteris spinulifera là một loài dương xỉ trong họ Pteridaceae. Loài này được Schum. mô tả khoa học đầu tiên..
Danh pháp khoa học của loài này chưa được làm sáng tỏ. 